# Maugenhard

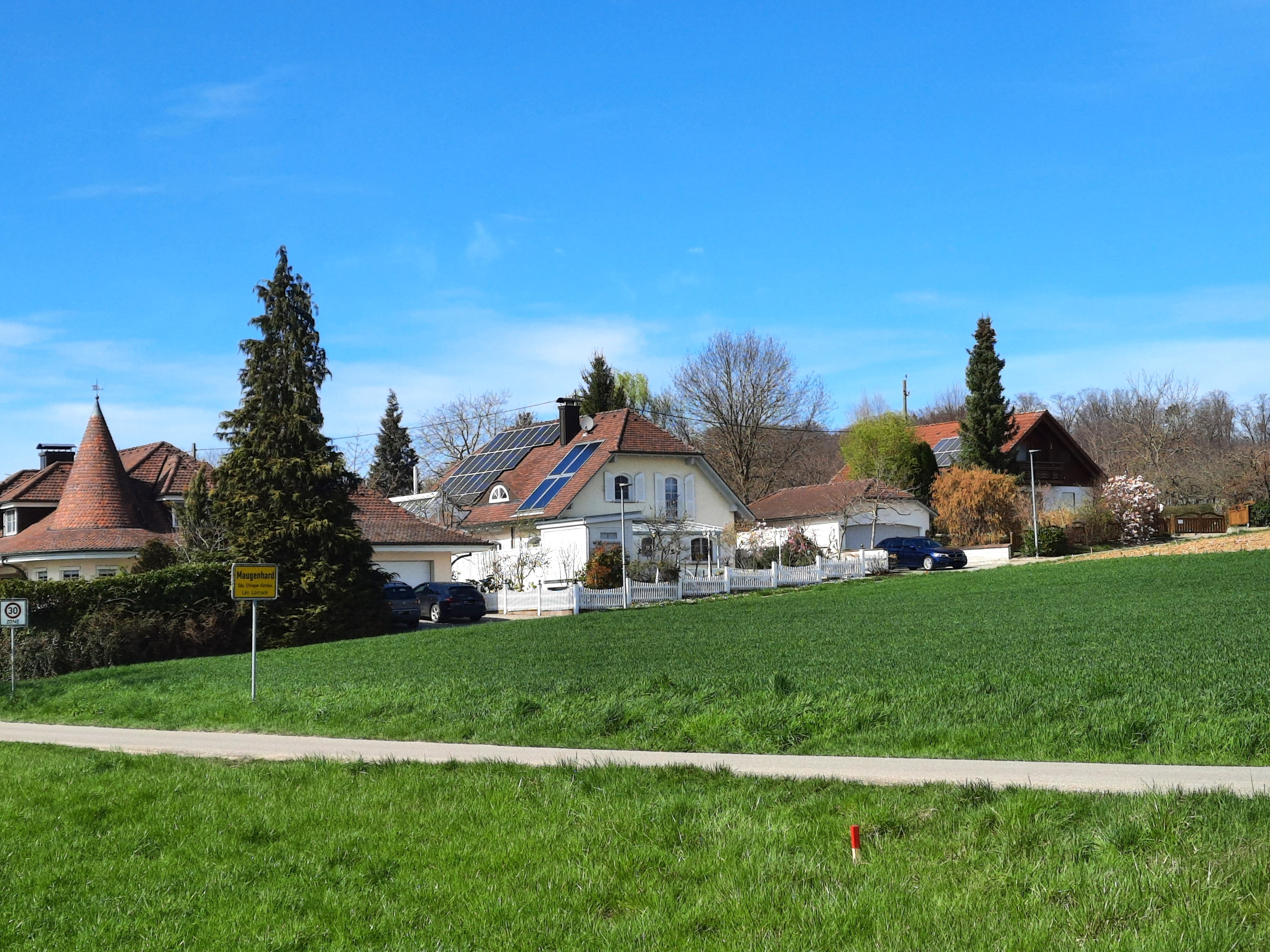
Südöstlicher Zugang zum Weiler Maugenhard

Maugenhard  ist eine Ortschaft im äußersten Osten des Gebietes der Gemeinde Efringen-Kirchen, Landkreis Lörrach im Südwesten von Baden-Württemberg und liegt auf der Gemarkung des Ortsteils Mappach.

## Geographie

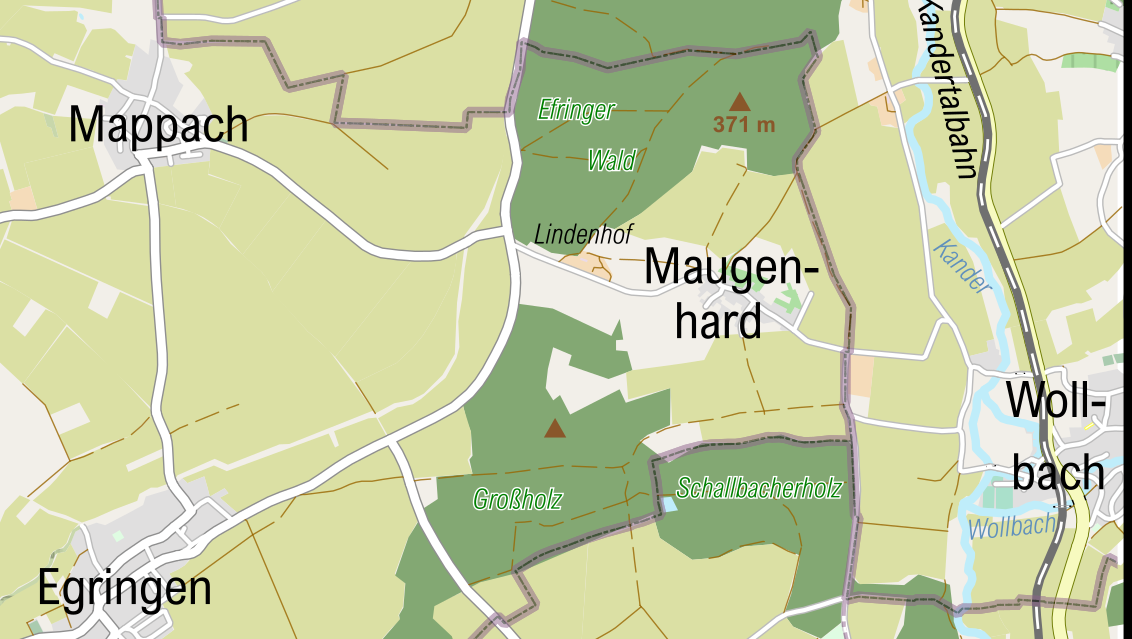
Karte von Maugenhard und Nachbarorten

Maugenhard (etwa 312 m ü. NN) liegt im südlichen Markgräflerland etwa einen Kilometer westlich der Kander mit der zu Kandern gehörenden Ortschaft Wollbach auf der gegenüberliegenden Seite. Der zur Gemarkung Mappach gehörende Ort liegt im äußersten Osten des Gemeindegebietes von Efringen-Kirchen in einem Talkessel eingerahmt vom Efringer Wald im Norden und dem Schallbacherholz im Süden. Maugenhard ist nur über die Ortsverbindungsstraße zwischen Mappach und Wollbach zu erreichen, die westlich des Weilers die Kreisstraße 6351 kreuzt. Etwa 500 Meter westlich vom Dorfkern Maugenhards liegt an der Zufahrtsstraße der Lindenhof.

## Geschichte

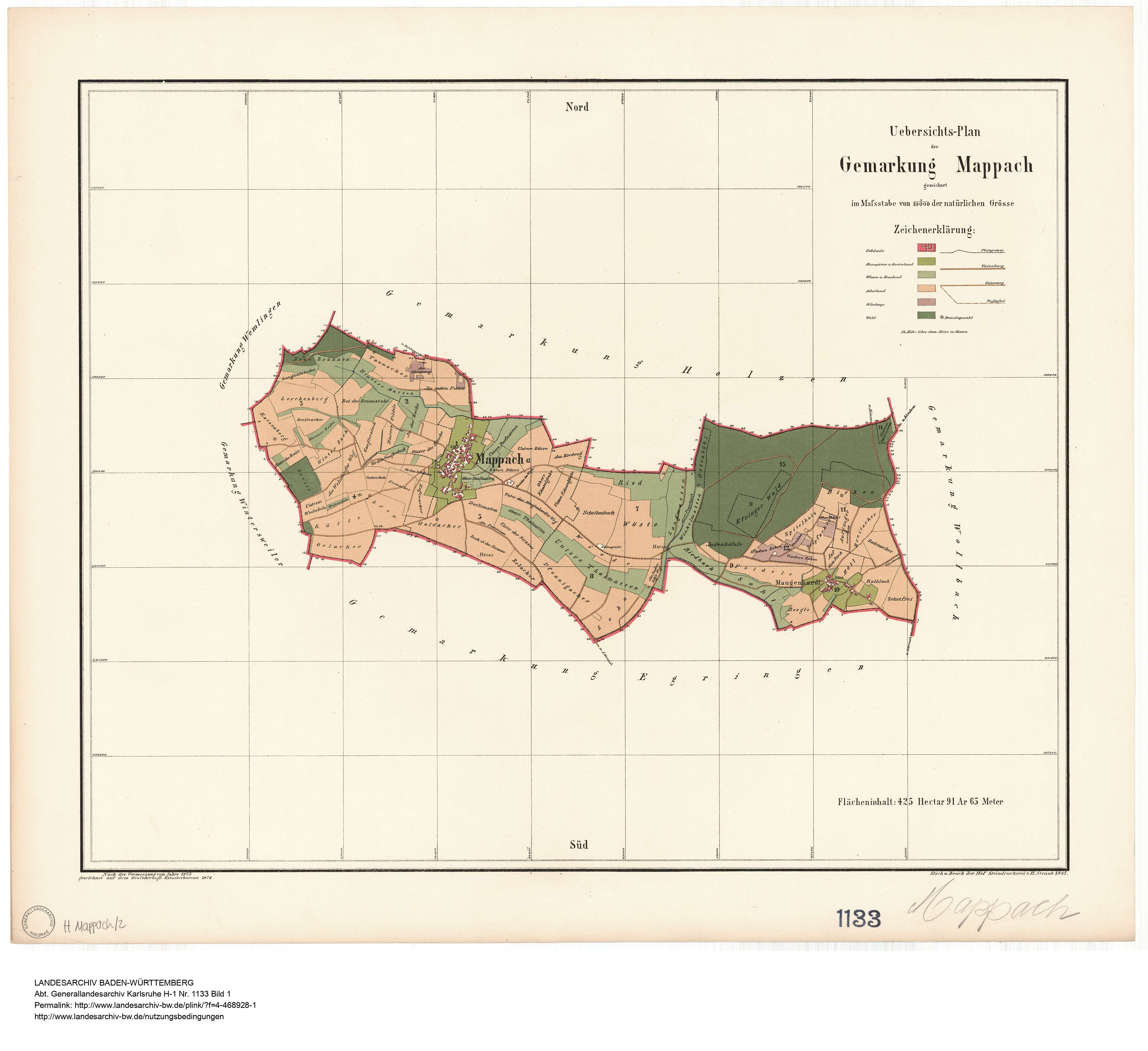
Gemarkung Mappach mit Maugenhard 1883

Erstmals genannt wurde der Ort 830 als Mauvinhard, was sich von einem Personennamen ableitet. Wahrscheinlich gehörte er ursprünglich zu Egringen. 1390 wurde Hemmann I. von Grünenberg vom Markgrafen Rudolf III. mit Maugenhard belehnt, nach dem Aussterben der Grünenberg 1458 Thüring III. von Hallwyl. Von diesem kam der Ort an das Haus Baden. Maugenhard liegt auf der Gemarkung Mappach, das 1974 nach Efringen-Kirchen eingemeindet wurde.